# See- und Luftangriffe auf Barcelona
Gijón –
Oviedo –
Alcázar von Toledo –
Mérida –
Badajoz –
Guipúzcoa –
Mallorca –
Sierra Guadalupe –
Talavera de la Reina –
Madrid –
Straße nach Coruña –
Málaga –
Jarama –
Guadalajara –
Krieg im Norden (Durango, Guernica, Santander) –
Brunete –
Belchite –
Teruel –
Cabo de Palos –
Aragon –
Ebro –
Katalonien
Die See- und Luftangriffe auf Barcelona fanden regelmäßig zwischen dem 13. Februar 1937 und dem 25. Januar 1939 während des Spanischen Bürgerkrieges statt. Sie wurden hauptsächlich von der Marine und Luftwaffe (Aviazione Legionaria) des faschistischen Italiens im Rahmen von dessen Militärintervention in Spanien durchgeführt.
Nach einem ersten vom Meer aus geführten Angriff der italienischen Marine, begannen die italienischen Luftangriffe ab März 1937 überwiegend von der Insel Mallorca aus, seltener auch aus Italien, und wurden teilweise durch die Legion Condor des nationalsozialistischen Deutschlands unterstützt. Bis zur Einnahme der Stadt durch die Truppen General Francos wurden bei über
240 Luftangriffen insgesamt mehr als 6000 Gebäude teilweise oder völlig zerstört. Die Gesamtzahl im Zuge der Bombardierungen getöteten Menschen beläuft sich auf über 4000 Tote.
Die brutalste Luftoperation mit der größten internationalen Resonanz stellten die dreitägigen Luftangriffe auf Barcelona im März 1938 dar, die – von Benito Mussolini persönlich angeordnet – rund 1000 Todesopfer forderten. Die neuere Forschung betrachtet die See- und Luftangriffe als Teil einer gezielten Kampagne von Terrorbombardierungen des faschistischen Italien gegen die Zivilbevölkerung der Spanischen Republik und als Kriegsverbrechen.

## Hintergrund
Barcelona war seit Herbst 1937 die de facto Hauptstadt der Zweiten Spanischen Republik. Mit 1.065.000 Einwohnern und über 250.000 Flüchtlingen, beherbergte Barcelona nun als politisches Zentrum der Republik nicht nur die katalanische Regierung, sondern auch die baskische und die gesamtrepublikanische Regierung. Darüber hinaus galt die Stadt auch als zentraler wirtschaftlicher und militärischer Standort des republikanischen Spanien.

## Der Seeangriff

Wappen der italienischen Marine

Die italienische Marine begann die Angriffe gegen Barcelona am 13. Februar 1937, als sie von ihrem Schiff Eugenio di Savoia aus 70 Granaten auf den Hafen und das Stadtzentrum abfeuerte. Dies führte Berichten zufolge zu „Nervosität und Chaos“ innerhalb der Stadtbevölkerung.

## Die Luftangriffe

### Das Jahr 1937
Nachdem die Stadt im Februar 1937 vom Meer aus durch die italienische Marine beschossen worden war, wurde Barcelona ab März auch regelmäßig von der auf Mallorca stationierten italienischen Luftwaffe angegriffen. Die schlimmsten Angriffe des Jahres 1937 fanden dabei am 29. Mai und am 1. Oktober statt, wobei der Oktoberangriff insbesondere das Stadtviertel von La Barceloneta traf. Laut einem Bericht der in Spanien kämpfenden italienischen CTV-Armee wurde das Hauptziel des Angriffs, eine Waffenfabrik, nur von einer einzigen Bombe getroffen, während die übrigen 12 bis 13 Bomben in einem Umkreis von 400 bis 500 Meter Abstand niedergingen. Eine davon traf eine Schule und war für einen wesentlichen Teil der insgesamt 112 Toten und 201 Verletzten verantwortlich.

### Januar 1938: Beginn der Terrorkampagne
Ab 1938 begann die italienische Luftwaffe mit noch konzentrierteren Angriffen und einer gezielten Terrorkampagne gegen die Stadt. Die erste Bombardierung in diesem Zusammenhang wurde auf direkten Befehl von Benito Mussolini gleich am Neujahrstag von General Giuseppe Valle (1886–1975), dem Stabschef von Italiens Luftwaffe, durchgeführt. Laut Valle zielte dieser Lufteinsatz einerseits darauf ab zu demonstrieren, dass italienische Flugzeuge Bombenmaterial von einer Tonne Gewicht über tausende von Kilometer transportieren konnten. Andererseits sollte der Terror aus der Luft „den Roten in Barcelona einen Neujahrsgruß schicken“. Der General warf die 850 Kilogramm schwere Bombenladung von seinem SM.79 Flugzeug aus einer Höhe von 3000 bis 5000 Metern über der Stadt ab. In einem anschließenden Report bedankte sich Valle bei Mussolini für die „große Ehre“, nach 19 Jahren wieder für eine Bombardierungsmission ausgewählt worden zu sein. Er empfinde „legitimen Stolz“ für die erfolgreiche Ausführung der Mission und verbleibe weiterhin „in der Hand des italienischen faschistischen Schicksals“.
Insgesamt bombardierte die italienische Luftwaffe im Januar an acht Tagen den Hafen, dessen Umgebung sowie das Stadtzentrum Barcelonas, worunter besonders die Zivilbevölkerung zu leiden hatte. Besonders brutal waren die Luftangriffe vom 15., 19., 25. und vor allem vom 30. Januar 1938, mit dem die Terrorkampagne der Legionären Luftwaffe Italiens gegen Barcelona ihren vorläufigen Höhepunkt erreichte. An diesem Tag warfen italienische Flugzeuge insgesamt neuen Tonnen an Bombenmaterial ab, wobei sie auch eine Schule und einen Luftschutzbunker beim Plaça de Sant Felip Neri trafen, weshalb zahlreiche Kinder unter den 459 Todesopfern waren.
Die schweren italienischen Luftangriffe im Januar führten zu Vergeltungsaktionen der republikanisch-spanischen Luftwaffe gegen Städte, die unter der Kontrolle von Francos Nationalisten standen und mehrere Dutzend Todesopfer forderten. Im Februar 1938 unterbrach Mussolini die Bombardierungen Barcelonas, weil er über die nicht ausreichend bedeutende Rolle verärgert war, die Franco den italienischen CTV-Truppen bei der Schlacht von Teruel zugewiesen hat. Nachdem jedoch der Vormarsch der nationalistisch-spanischen Armee zum Mittelmeer fortgesetzt wurde, ließ Mussolini ohne Absprache mit Franco die Bombardierungen in einer wesentlich verschärfteren Form wieder aufnahmen.

### März 1938: Die schwersten Luftangriffe

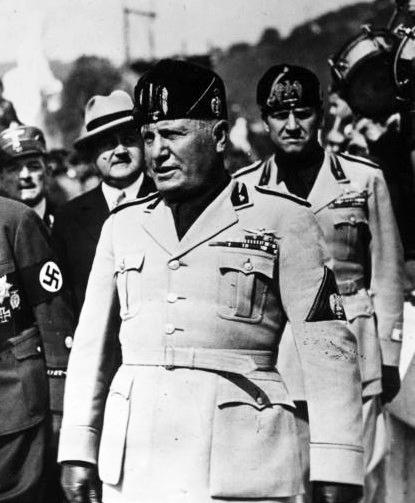
Benito Mussolini (Mitte) in Rom (1938)

Mit den sich über drei Tage ziehenden Luftangriffen vom März 1938 erreichten die Terrorbombardierungen der italienischen Luftwaffe auf Barcelona ihren Höhepunkt. Am Mittwoch, dem 16. März 1938, erteilte Mussolini an die in Spanien operierende italienische Luftwaffe den direkten Befehl, mit Abendbeginn eine „Gewaltaktion auf Barcelona“ einzuleiten. Dabei handelte es sich um eine neue Methode der Bombardierung: wiederholte Angriffswellen in Drei-Stunden-Interwallen, die die Luftschutzsirenen überflüssig machen würden, da nicht mehr klar wäre, ob die Sirenen den Beginn oder das Ende eines Angriffs ankündigen. Das entsprechende Telegramm übermittelte der italienische Luftwaffenchef General Valle noch am Morgen an General Velardi, den Oberkommandierenden der Aviazione Legionaria auf den Balearen. In den folgenden drei Tagen wurden insgesamt 12 Luftangriffe auf Barcelona durchgeführt. Von den in Summe 51 Kampfflugzeugen, die sich an der Operation beteiligten, waren 32 Flugzeuge des Typs SM.79 und 19 Maschinen vom Typ SM.81. Die Luftangriffe begannen am 16. März um 22:08 Uhr und dauerten bis zum Freitag, dem 18. März um 15:00 Uhr, wobei jede einzelne Angriff etwa zwei Minuten dauerte.
| Tag      | Befehlshaber |
| -------- | --- |
| 16. März | Kapitän Gaspare de Cecco |
| 17. März | Oberst Ernesto Rossanigo (Codename Righelli) Major Mari Cesar Di Carlo Kapitän Ernesto Balbo di Vinadio (Codename Boeri)                                               |
| 18. März | Kapitän Gaspare de Cecco Leutnant Dulio Piacentini Leutnant Generoso Faralli Leutnant Fortunato Profundi (Codename Polimanti) Leutnant Paolo Zanini (Codename Zerilli) |

Den ersten Angriff führten fünf SM.81-Flugzeuge des 251. Geschwaders der 25. Nachtbomber-Gruppe von Palma de Mallorca durch. Sie warfen fünfzehn 250-Kilo-Bomben und fünfundzwanzig 50-Kilogramm-Bomben ab. Diese trafen verschiedene Ziele in Barcelona, aber auch in L’Hospitalet de Llobregat und El Prat de Llobregat. Die zweite Angriffswelle traf dann Sant Andreu de la Barca, Poblenou, Sant Adrià de Besòs und Badalona.
Der dritte, vierte und fünfte Luftangriff folgten dann um 7:36 Uhr, 10:27 Uhr und 13:57 Uhr des nächsten Tages, und wurden vom 16 SM.79-Flugzeugen des 18. und 52. Geschwaders der 27. Schnellen Bomber-Gruppe aus Palma de Mallorca durchgeführt. Sie konzentrierten sich vor allem auf das Stadtzentrum Barcelonas, wobei auch die Concepció Kirche, das Krankenhaus Sant Pau und die Universität zu den Zielen gehörten. Die italienischen Flugzeuge warfen dabei 250-Kilogramm-Bomben, hundertzwölf 100-Kilogramm-Bomben und achtundsechzig 20-Kilogramm-Brandbomben ab. Diese Bombenkombination verursachte besonders große Schäden, weil die Sprengstoffbomben zuerst große, sich über mehrere Stockwerke ziehende Löcher in die Gebäude rissen, durch welche anschließend die Brandbomben eindringen und das Innere in Flammen setzen konnten. Schließlich griffen noch um 22:17 Uhr sieben SM.81 Flugzeuge des 251. und 252. Geschwaders an und warfen über der Stadt achtundzwanzig 250-Kilogramm-Bomben ab.
Am 18. März läutete der erste Sirenenalarm Barcelonas bereits um 01:14 Uhr, jedoch startete der erste italienische Luftangriff am dritten Tag erst um 04:30 Uhr. Dabei setzte die Aviazione Legionaria drei SM.81 Maschinen des 10. Geschwaders ein. Sie warfen vierundzwanzig 100-Kilogramm-Bomben sowie zwölf Brandbomben ab. Der zweite Luftangriff begann um 07:00 Uhr, als drei weitere SM.81 Bomberflugzeuge sechs 250-Kilogramm-Bomben, zwölf 100-Kilogramm-Bomben und neun 20-Kilogramm-Brandbomben über Sant Martí und Sant Andreu niederließen. Um 09:30 Uhr setzte die italienische Luftwaffe zum dritten Angriff an: Mit drei SM.79 des 18. und 52. Geschwaders wurde die gleiche Bombenmenge wie beim vorherigen Angriff über Barcelona abgeworfen. Die Angriffsziele waren Barceloneta und Montgat, Ausìas Marc, Marina, Estació del Nord, Poble Nou, Parc, Passeig Pujades Diputació.
Der fünfte und letzte Luftangriff des 18. März fand dann um 15:00 Uhr statt und zielte auf die Industrieregion von Sant Adrià de Besòs. Er wurde von drei SM.79 Flugzeugen des 18. Geschwaders durchgeführt, die dabei sechs 250-Kilogramm-Bomben, zwölf 100-Kilogramm-Bomben und neun 20-Kilogramm-Brandbomben abwarfen.
Die italienische Luftwaffe warf während des dreitägigen Märzangriffs insgesamt 486 Bomben mit einem Gesamtgewicht von rund 50 Tonnen auf Barcelona und seine Umgebung ab. Dies entsprach der gesamten Bombenmenge, die über der katalanischen Hauptstadt in den 11 Monaten zuvor niedergegangen war. Ähnliches gilt für die Opferzahlen: Bei den vorausgegangenen 31 Luftangriffen waren seit März 1937 insgesamt 955 Menschen getötet und 1070 weitere verletzt worden. 133 Gebäude wurden völlig und 534 teilweise zerstört. Demgegenüber forderten die Märzangriffe vom 16. bis 18. März 1938 in nur drei Tagen laut Brian R. Sullivan (1995) mindestens 700 Tote und 1200 Verletzte, laut Anthony Beever (2016) rund 1000 Tote und 2000 Verletzte und laut Hugh Thomas (2017) sogar 1300 Tote und 2000 Verletzte. In einer neueren Studie der spanischen Forschung nennt Ramon Arnabat Mata (2019) insgesamt 979 Tote und 1500 Verletzte.

### Januar 1939: Die größte Intensität an Bombenangriffen
Die Luftangriffe auf Barcelona endeten am 25. Januar 1939, kurz vor dem Einmarsch der franquistischen Truppen in die Stadt. In der Endphase waren an diesen Operationen auch verstärkt Flugzeuge der deutschen Legion Condor beteiligt.

## Gesamtopfer und Gesamtschäden

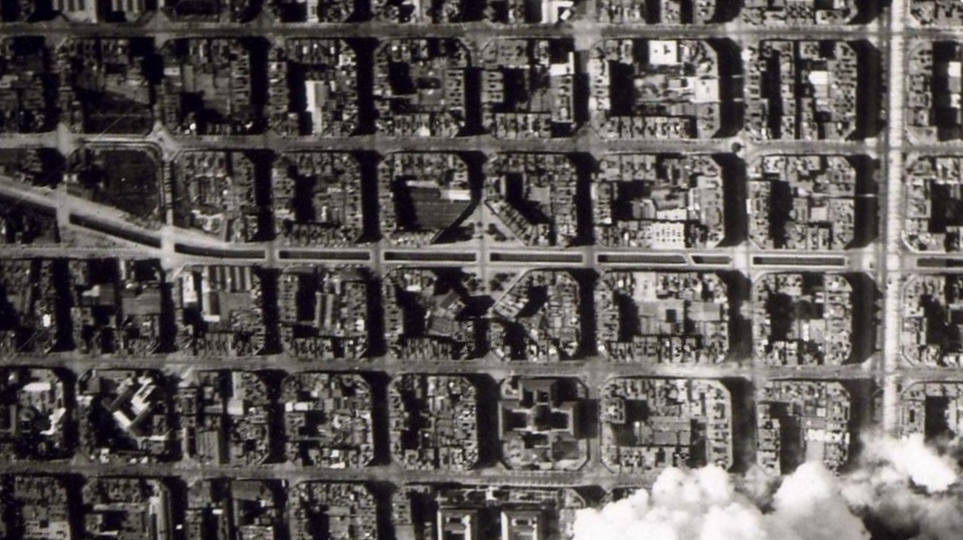
Barcelona während des italienischen Luftangriffs am 17. März 1938

Für den gesamten Zeitraum von März 1937 bis Januar 1939 geht die Forschung (Stand 2019) von mehr als 240 Luftangriffen auf Barcelona aus – der Sirenenalarm der Stadt wurde währenddessen bei über 400 Gelegenheiten geläutet. Über 6000 Gebäude wurden teilweise oder völlig zerstört, 2750 Menschen unmittelbar durch die Luftangriffe getötet und 7000 verletzt. Unter Berücksichtigung derjenigen Menschen, die später den Folgen ihrer Verletzungen erlegen sind, beläuft sich die Gesamtzahl der durch die Luftangriffe verursachten Todesopfer in Barcelona auf über 4000 Menschen.

## Rezeption

### Internationale Reaktionen und Stadtverwaltung
Die Bombardierung von Städten im Spanischen Bürgerkrieg verursachte weitverbreitete internationale Kontroversen. Im April 1937 verurteilte der Völkerbund die Luftangriffe, unternahm jedoch keine ernsthaften Bemühungen, sie zu stoppen. Die Regierungen Großbritanniens und Frankreichs beharrten auf ihrer Politik der Nichteinmischung. Insbesondere der schwerste Luftangriff vom 16. bis 18. März 1938 hatte eine massive internationale Resonanz. In der europäischen Presse wurde er durchweg verurteilt, und auch Zeitungen und Magazine rund um den Globus protestierten gegen das Vorgehen der italienischen Luftwaffe. So beklagte die britische Zeitung The Times, dass sich die Bombardierungen nicht gegen militärische Ziele richteten, sondern auf Teile der Altstadt niedergingen, wo „die Armen wie Kaninchen in ihren Höhlen lebten“. Selbst das Sprachorgan des Vatikans, L’Observatore, verurteilte die Angriffe und ermahnte Franco (wobei die Verantwortlichen für die Bombardierungen direkt in Rom saßen):
„Die Zahl der Opfer ist durch die jüngsten Bombenangriffe in Barcelona noch weiter angestiegen. Diese Opfer waren unschuldig. Der Heilige Stuhl verurteilt den Anschlag und rät getreu seinem Auftrag weiterhin zu Mäßigung und Vorsicht, um den Schrecken des Krieges ein Ende zu setzen.“

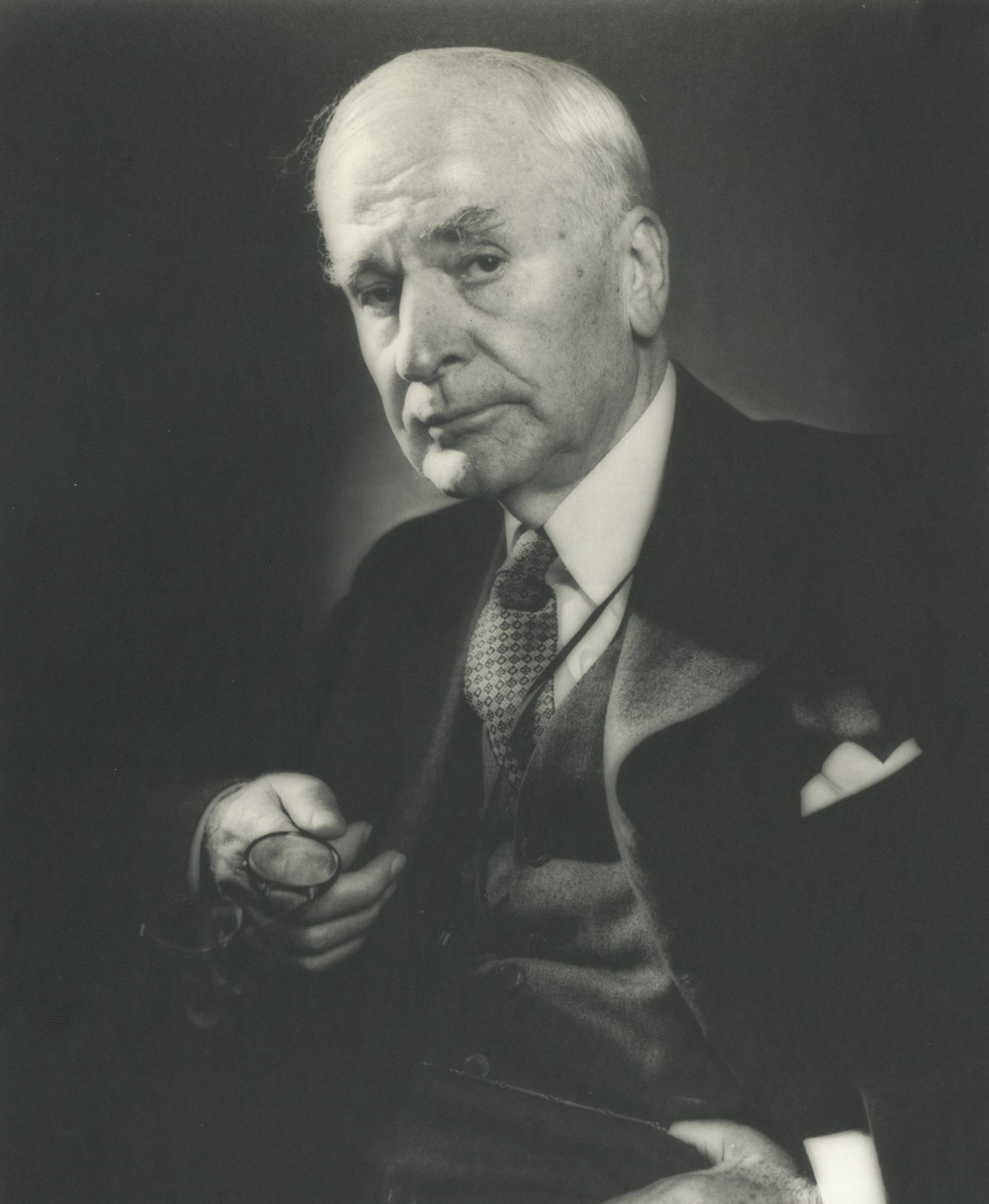
US-Außenminister Cordell Hull

Infolge der Märzangriffe 1938 verabschiedete der US-Senat einstimmig eine Protestnote, mit welcher die Luftangriffe auf die spanische Zivilbevölkerung verurteilt wurden. Und der US-amerikanische Außenminister Cordell Hull erklärte:
„Bei dieser Gelegenheit, bei der die Verluste an nicht kämpfenden Zivilisten vielleicht höher sind als je zuvor, glaube ich, dass ich für alle Amerikaner spreche, wenn ich mein Entsetzen über all das, was in Barcelona geschehen ist, zum Ausdruck bringe und die aufrichtige Hoffnung äußere, dass in Zukunft nicht mehr Gruppen der Zivilbevölkerung das Ziel militärischer Bombardierungen aus der Luft sein werden.“
Nach den Märzangriffen wurde die Flugabwehr Barcelonas verstärkt und die Errichtung der Luftschutzbunker beschleunigt. Dies führte in der Folge zu deutlich geringeren Opferzahlen. Obwohl die Anzahl der Luftangriffe ab Winter 1938 bis Kriegsende stieg, nahm gleichzeitig die Anzahl der Todesopfer ab. Der spanische Historiker Ramon Arnabat Mata (2019) konstatiert, dass Barcelona alle Anstrengungen unternahm, um „dem Ansturm zu widerstehen und nicht zum Märtyrer der systematischen Luftangriffe der Faschisten zu werden“. Die Widerstandskraft der Stadtbevölkerung habe selbst den britischen Premierminister Winston Churchill beeindruckt, der am 18. Juni 1940 mit Blick auf die näher rückende Luftschlacht um England vor dem britischen Abgeordnetenhaus erklärte:
„Ich unterschätze keineswegs die Schwere der Prüfung, die vor uns liegt, aber ich glaube, unsere Landsleute werden sich als fähig erweisen, ihr standzuhalten, wie die tapferen Männer von Barcelona.“

### Faschistisches Italien und NS-Deutschland

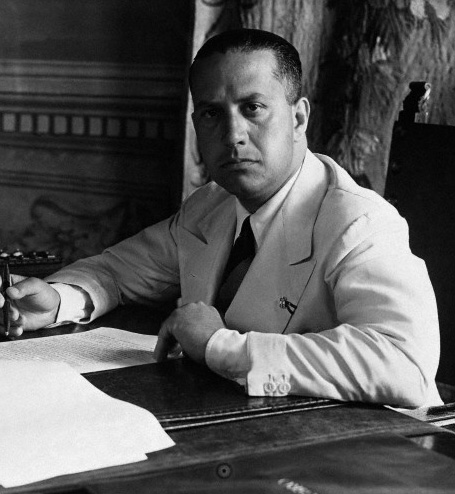
Galeazzo Ciano, italienischer Außenminister (1937)

Der faschistische Außenminister Italiens, Galeazzo Ciano, zeigte sich in seinen Tagebucheinträgen in sadistischer Weise fasziniert von der Gewalt gegen die Zivilbevölkerung. Zu einem Bericht über den Bombenangriff vom 30. Januar 1938 notierte er, dieser sei das „realistischste und schrecklichste“ gewesen, was er jemals gelesen habe. Obwohl der Angriff nur von neun SM 79 Bombern durchgeführt wurde und nur anderthalb Stunden dauerte:
„Pulverisierte Gebäude, unterbrochener Straßenverkehr, Panik die zum Wahnsinn wurde, mit 500 Toten und 1500 Verletzten. Eine gute Lektion für die Zukunft.“
Auch die große internationale Empörung angesichts der schwersten Luftangriffe im März 1938 wurde von der faschistischen Führung mit Genugtuung zur Kenntnis genommen. So notierte Außenminister Ciano in sein Tagebuch:
„[Mussolini] erklärte seine Zufriedenheit darüber, dass die Italiener endlich einmal durch ihre Angriffslust Schrecken verbreiten, statt als Mandolinenspieler Gefallen zu erregen. Seiner Meinung nach steigert das unser Ansehen bei den Deutschen, die den totalen und unbarmherzigen Krieg lieben.“
Tatsächlich wurden die Märzangriffe jedoch vom deutschen Botschafter in Franco-Spanien, Eberhard von Stohrer, verurteilt. Laut Stohrer verfehlten die Luftangriffe den angestrebten psychologischen Effekt, die Moral der Katalanen zu schwächen. Gleichzeitig befürchtete er negative Konsequenzen für das Ansehen Deutschlands und Italiens nach dem Abschluss des Bürgerkrieges. So notierte er in einem Report:
„Ich bin überzeugt, dass nach dem Krieg sowohl in Spanien als auch im Ausland die Italiener und wir selbst heftig kritisiert werden, weil es nicht die spanischen Flugzeuge waren, die ihre eigenen Städte bombardiert haben, sondern die verbündeten Flugzeuge Italiens und Deutschlands.“

### Aufarbeitung
Die britische Zeitung The Guardian hebt in einem Artikel von 2013 hervor, dass während sich Deutschland 1997 offiziell für den Luftangriff auf Guernica entschuldigt hat, eine vergleichbare Entschuldigung Italiens nach wie vor ausstehe.
Ende Januar 2013 wurde von einem katalonischen Obergericht die Klage von zwei Opfern der damaligen Bombardierungen zugelassen. Es handelte sich um den 95-jährigen Alfons Cànovas, der beim Luftangriff auf Barcelona am 19. Januar 1938 seinen Vater verlor, sowie um Anna Raya. Unterstützt wurden die Kläger von der Vereinigung Altra Italia („Ein anderes Italien“). Die Organisation besteht aus in Barcelona lebenden Italienern, die sich für die Aufarbeitung der italienischen Kriegsverbrechen einsetzen. Im Mittelpunkt des Verfahrens, bei dem gegen einige italienische Piloten posthum ermittelt wird, sehen die schweren dreitägigen Luftangriffe auf die Stadt von Mitte März 1938. Es handelt sich dabei um das erste Gerichtsverfahren über Gräueltaten aus der Zeit des Bürgerkrieges, das überhaupt in Spanien durchgeführt wurde.

### Forschung
Für den spanischen Historiker Javier Rodrigo (2019) stehen vorsätzliche Praxis und der Stolz führender faschistischer Politiker und Militärs auf den Terror gegen die Zivilbevölkerung Barcelonas einen klaren Beleg gegen den historisch weitverbreiteten, jedoch mittlerweile von der Forschung klar widerlegten Mythos eines „gutartigen italienischen Faschismus“ dar. Eine Mitverantwortung sieht Rodrigo dabei auch bei der bisherigen Geschichtswissenschaft: Diese habe sich zu sehr auf die Erforschung der von NS-Deutschland während des Zweiten Weltkrieges verübten Genozide beschränkt, und damit signifikant zu einer „Schönfärberei“ jener Kriegsverbrechen beigetragen, die das faschistische Italien in Spanien und anderswo verübt hat. Die Bombardierung der republikanischen Zivilbevölkerung während des Spanischen Bürgerkrieges durch die italienische Luftwaffe wird von Historikern als Kriegsverbrechen eingestuft.
Der spanische Historiker Ramon Arnabat Mata (2019) urteilt zu den Märzangriffen 1938: „Die 41 Stunden, die der Luftangriff dauerte, waren eine Zeit der ununterbrochenen Angst, der Anspannung, der Beunruhigung und des Terrors, die alle Theorien über Angriffe aus der Luft obsolet werden ließ.“ In ähnlicher Weise urteilt auch der spanische Historiker Joan Villaroya (2018). Ihmzufolge führte der dreitägige italienische Luftangriff zu „einundvierzig Stunden Terror und Panik, wie es sie in der Hauptstadt Kataloniens noch nie gegeben hatte. Die Alarmsysteme waren nicht mehr funktionsfähig, da die ständigen Angriffe es schwierig machten, zu erkennen, ob die Sirenen das Ende eines Luftangriffs oder den Beginn des nächsten markierten. Das Ergebnis waren Panik und eine totale Hilflosigkeit in der Bevölkerung.“
Jeremy Black (2002) sieht im dreitägigen Märzangriff 1938 eine „spektakuläre Terrorbombardierung von zivilen Zielen“, die er mit den von deutschen und italienischen Kampfflugzeugen verübten schweren Luftangriffen auf Madrid (1936) und Guernica (1937) vergleicht. Von „Terrorbombardierungen“ auf Barcelona schreibt auch Brian R. Sullivan (1995).
Als Gründe für die besondere Brutalität der von Mussolini angeordneten Märzangriffe 1938 werden von der Forschung einerseits eine Drohgebärde gegenüber der neuen Regierung Frankreichs vermutet, um diese von einer möglichen Intervention in den Spanischen Bürgerkrieg abzuhalten. Andererseits sehen Historiker darin auch eine „Eifersuchtsreaktion“ auf Hitlers Initiative beim Anschluss Österreichs wenige Tage zuvor. So könne die brachiale Luftoperation gegen Barcelona laut John F. Coverdale (1975) als „psychologische Kompensation“ Mussolinis für den Anschluss Österreichs erklärt werden. Der Status eines passiven Beobachters bei Hitlers Expansion habe für Mussolini eine tiefgehende Demütigung im In- und Ausland bedeutet, welche er möglicherweise durch die Bombardierung Barcelonas wettzumachen suchte. Auch für Brian R. Sullivan (1995) scheint es, als habe Mussolini mit den Märzangriffen gegenüber der eigenen Bevölkerung, gegenüber Hitler und anderen Beobachtern demonstrieren wollen, dass Italien auch nach dem Anschluss Österreichs „eine Macht bleibt, die es zu fürchten gilt“.